# Nutbush (Tennessee)
Nutbush è un'unincorporated area degli Stati Uniti d'America, nello stato del Tennessee, nella Contea di Haywood. Nel 2000 contava 259 abitanti.
Tina Turner, nata nella vicina città di Brownsville, crebbe qui e descrisse il luogo nella celebre canzone Nutbush City Limits.